# Rurtalwerkstätten
Die Rurtalwerkstätten Lebenshilfe Düren gGmbH sind eine anerkannte Werkstätte für Menschen mit Behinderung. Gesellschafter sind der Lebenshilfe für Menschen mit geistiger Behinderung e.V., die Kreisvereinigung Düren und die Stiftung Lebenshilfe, Düren.
Die RTW haben als Ziel jede/n Einzelne/n individuell und personenzentriert zu fördern und Menschen mit Behinderungen die Teilhabe am Arbeitsleben zu ermöglichen. Sie bestehen seit dem Jahr 1964. Damals begannen 12 Jugendliche mit Behinderung ihre Arbeit in einer Anlernwerkstatt. Mit rund 1300 Mitarbeitern an 8 Standorten sind sie einer der größten Arbeitgeber im Kreis Düren.
Produktions- und Dienstleistungsportfolio:
- Druckerei und Papierverarbeitung
- Fahrzeugpflege
- Garten- und Landschaftspflege
- Holzverarbeitung
- Industriemontage und Konfektionierung
- Metallverarbeitung
- Wäscherei und Heißmangel
- Vertrieb von Eigenprodukten

Sie ermöglichen Menschen eine berufliche Bildung und Beschäftigung, die aufgrund ihrer körperlichen, geistigen oder psychischen Beeinträchtigungen oder Besonderheiten nicht, noch nicht oder noch nicht wieder auf dem allgemeinen Arbeitsmarkt erwerbstätig werden können.
Sie stellen für alle Beschäftigten in verschiedenen Berufsfeldern eine ihren Fähigkeiten entsprechende berufliche Förderung bereit. Das beginnt in ihrem Berufsbildungsbereich und setzt sich in ihren vielseitigen Arbeitsbereichen sowie der Vermittlung auf dem allgemeinen Arbeitsmarkt fort.